# Alina Ciurescu
Alina Ciurescu es una deportista rumana que compitió en piragüismo en la modalidad de aguas tranquilas. Ganó dos medallas en el Campeonato Europeo de Piragüismo, plata en 2002 y oro en 2004, ambas en la prueba de K4 1000 m.

## Palmarés internacional
| Campeonato Europeo | Campeonato Europeo | Campeonato Europeo | Campeonato Europeo |
| Año                | Lugar              | Medalla            | Competición        |
| ------------------ | ------------------ | ------------------ | ------------------ |
| 2002               | Szeged (Hungría)   | Medalla de plata   | K4 1000 m          |
| 2004               | Poznań (Polonia)   | Medalla de oro     | K4 1000 m          |